# Max Simon
Max Simon (ur. 6 stycznia 1899, zm. 1 lutego 1961) – SS-Gruppenführer und Generalleutnant der Waffen-SS podczas II wojny światowej. Odznaczony Krzyżem Rycerskim Krzyża Żelaznego z liśćmi dębu. 
Simon był szeregowym w armii pruskiej podczas I wojny światowej oraz jednym z pierwszych członków SS we wczesnych latach 30. 1 kwietnia 1932 wstąpił do NSDAP. W listopadzie 1934 awansował na SS-Untersturmführera. Był również komendantem KL Sachsenburg. Awansował w SS do stopnia dowódcy korpusu podczas II wojny światowej. Pod koniec wojny został wzięty do niewoli przez aliantów i osądzony za zbrodnie wojenne.